# Argentina en los Juegos Olímpicos de Pyeongchang 2018
Argentina participó en los Juegos Olímpicos de Pyeongchang 2018. El responsable del equipo olímpico es el Comité Olímpico Argentino, así como las federaciones deportivas nacionales de cada deporte con participación.
A pesar de no haber conseguido ninguna medalla, los atletas lograron un buen desempeño comparado a ediciones anteriores. El snowboarder Matías Schmitt realizó la mejor actuación argentina en los juegos invernales desde Turín 2006, mientras que Matías Zuloaga fue el mejor latinoamericano en esquí de fondo y la luger Verónica María Ravenna alcanzó la misma marca que su antecesora, Michelle Despain.

## Competidores
La siguiente es una lista de la cantidad de atletas por deportes de la delegación argentina.
| Deporte        | Masculino | Femenino | Total |
| -------------- | --------- | -------- | ----- |
| Esquí alpino   | 1         | 1        | 2     |
| Esquí de fondo | 1         | 1        | 2     |
| Snowboard      | 2         | 0        | 2     |
| Luge           | 0         | 1        | 1     |
| Total          | 4         | 3        | 7     |

## Esquí alpino
Argentina clasificó dos atletas, uno masculino y otro femenino.
| Atleta              | Evento                    | 1.ª ronda    | 1.ª ronda    | 2.ª ronda    | 2.ª ronda    | Total        | Total        |
| Atleta              | Evento                    | Tiempo       | Ranking      | Tiempo       | Ranking      | Tiempo       | Ranking      |
| ------------------- | ------------------------- | ------------ | ------------ | ------------ | ------------ | ------------ | ------------ |
| Sebastiano Gastaldi | Eslalon gigante masculino | DNF          | DNF          | DNF          | DNF          | DNF          | DNF          |
| Sebastiano Gastaldi | Eslalon masculino         | No participó | No participó | No participó | No participó | No participó | No participó |
| Nicol Gastaldi      | Eslalon gigante femenino  | 1:18.06      | 44           | 1:15.38      | 43           | 2:33.44      | 42           |
| Nicol Gastaldi      | Eslalon femenino          | DNF          | DNF          | DNF          | DNF          | DNF          | DNF          |

## Esquí de fondo
Argentina clasificó dos atletas, uno masculino y otro femenino.
Distancia
| Atleta                  | Evento                                  | Final   | Final   | Final   |
| Atleta                  | Evento                                  | Tiempo  | Déficit | Ranking |
| ----------------------- | --------------------------------------- | ------- | ------- | ------- |
| Matías Zuloaga          | Estilo libre masculino de 15 kilómetros | 42:27.5 | +8:43.6 | 100     |
| María Cecilia Domínguez | Estilo libre femenino de 10 kilómetros  | 34:16.1 | 9:15.6  | 87      |

## Luge
Argentina clasificó un atleta.
| Atleta                 | Evento            | 1.ª ronda | 1.ª ronda | 2.ª ronda | 2.ª ronda | 3.ª ronda | 3.ª ronda | 4.ª ronda | 4.ª ronda | Total    | Total   |
| Atleta                 | Evento            | Tiempo    | Ranking   | Tiempo    | Ranking   | Tiempo    | Ranking   | Tiempo    | Ranking   | Tiempo   | Ranking |
| ---------------------- | ----------------- | --------- | --------- | --------- | --------- | --------- | --------- | --------- | --------- | -------- | ------- |
| Verónica María Ravenna | Singles femeninos | 47.175    | 22        | 47.788    | 26        | 47.739    | 24        | Eliminada | Eliminada | 2:22.702 | 24      |

## Snowboarding
Argentina recibió puntos de reasignación en los eventos de Big Air y slopestyle.
Estilo libre
| Atleta         | Evento               | Clasificación | Clasificación | Clasificación | Clasificación | Final        | Final        | Final        | Final        | Final        |
| Atleta         | Evento               | 1.ª ronda     | 2.ª ronda     | Mejor ronda   | Ranking       | 1.ª ronda    | 2.ª ronda    | 3.ª ronda    | Mejor ronda  | Ranking      |
| -------------- | -------------------- | ------------- | ------------- | ------------- | ------------- | ------------ | ------------ | ------------ | ------------ | ------------ |
| Matías Schmitt | Big air masculino    | 51.75         | 23.00         | 51.75         | 15            | No clasificó | No clasificó | No clasificó | No clasificó | No clasificó |
| Matías Schmitt | Slopestyle masculino | 50.86         | 20.68         | 50.86         | 12            | No clasificó | No clasificó | No clasificó | No clasificó | No clasificó |

Snowboard cross
| Steven Williams | Bordercross masculino | 1:17.12 | 34 | 1:15.35 | 5 | 1:15.35 | 29 | 4 | No clasificó | No clasificó | No clasificó | No clasificó | No clasificó | No clasificó |

## Galería

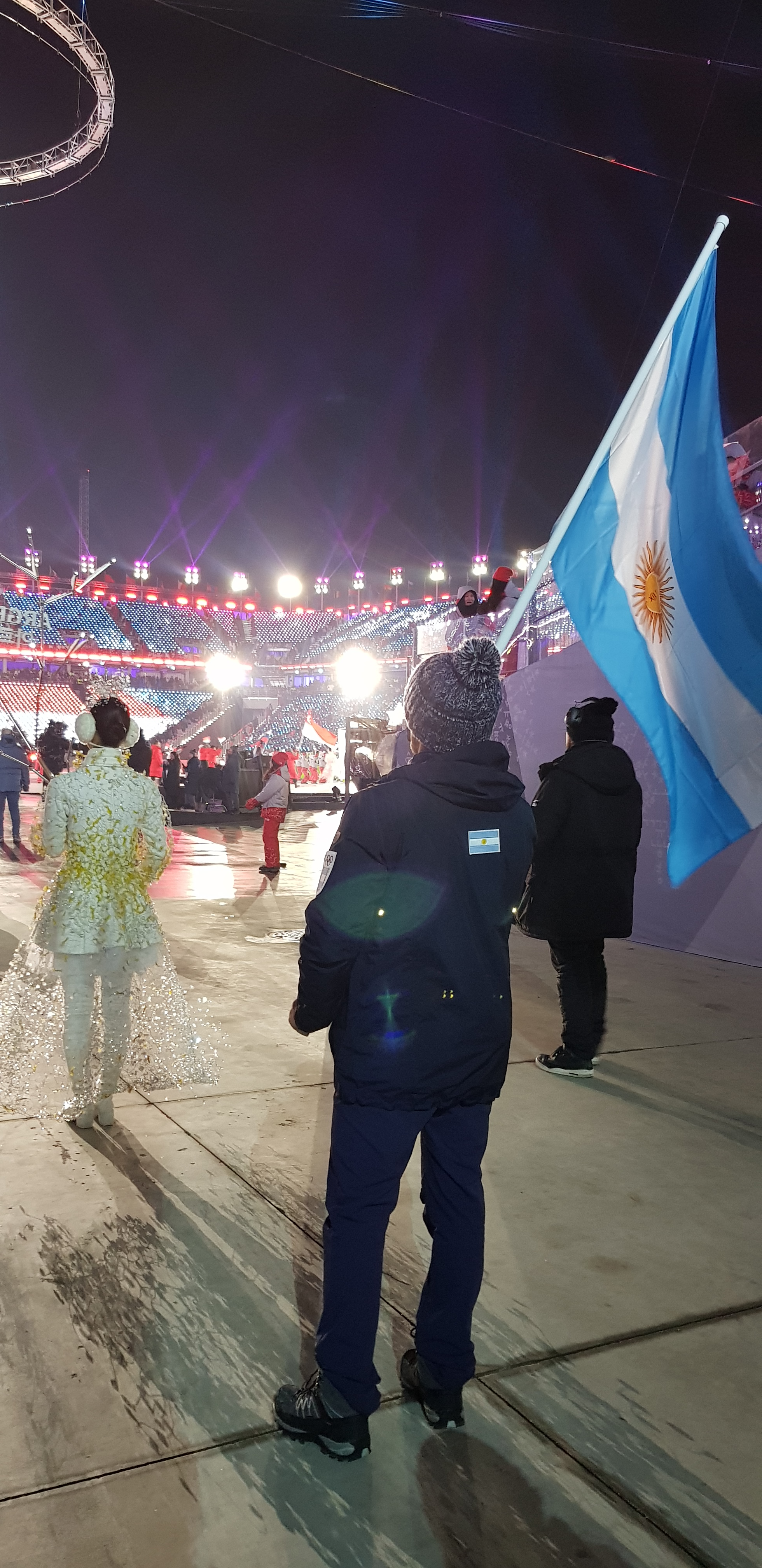
Sebastiano Gastaldi se prepara a ingresar durante la ceremonia de apertura
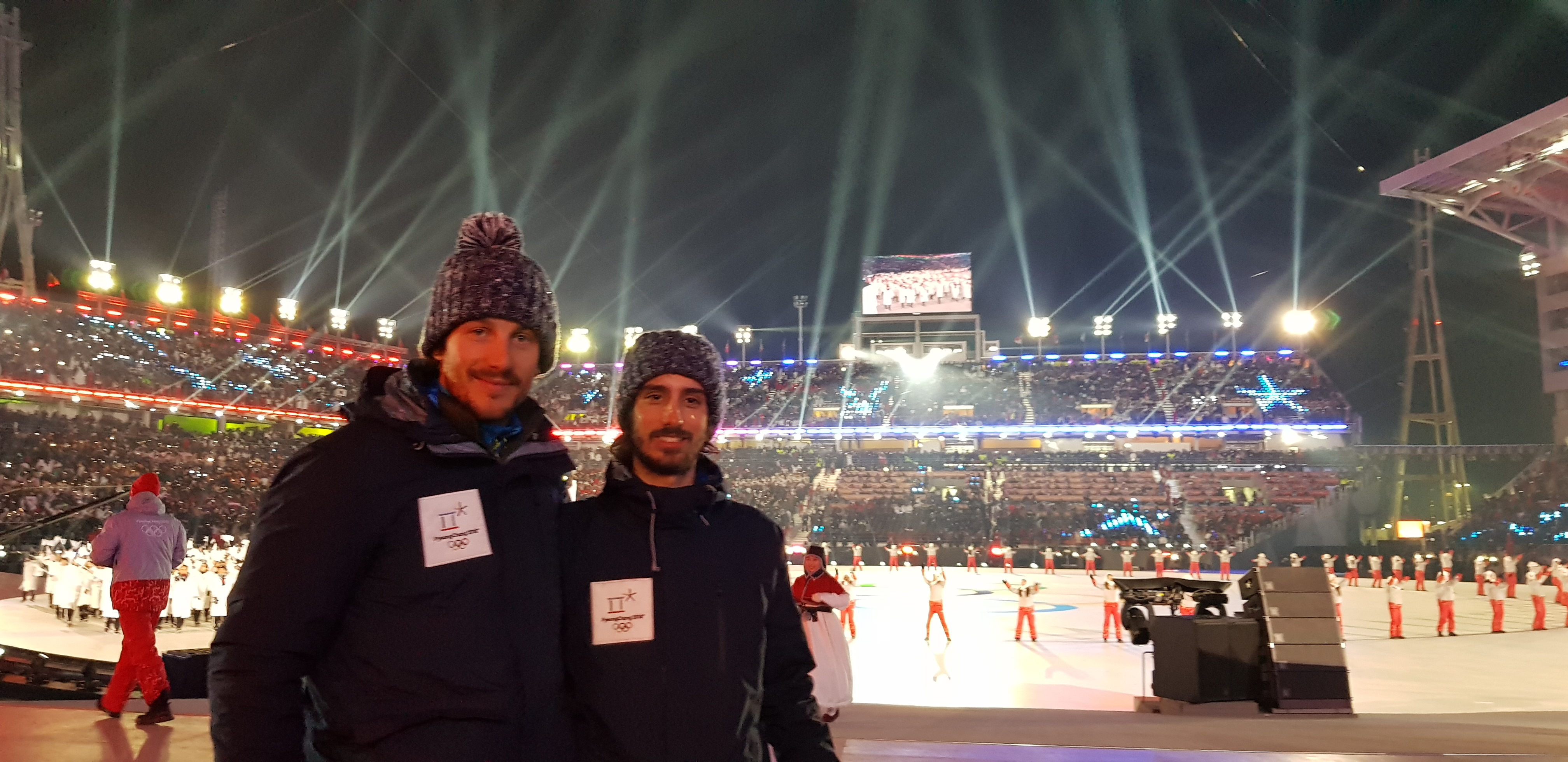
Steven Williams junto a Matías Schmitt en el Estadio Olímpico de Pieonchang durante la ceremonia de apertura
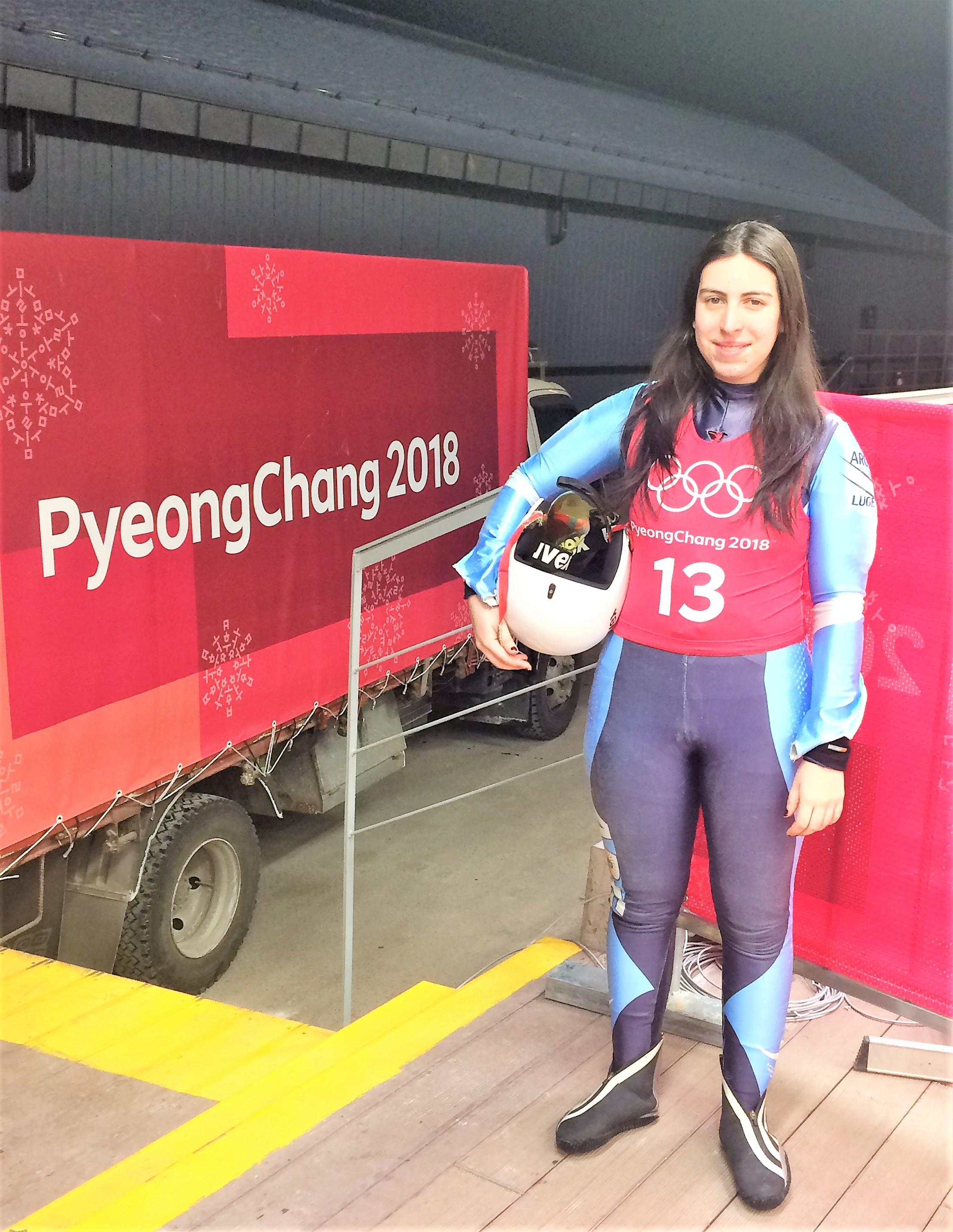
Verónica María Ravenna en el Alpensia Sliding Centre
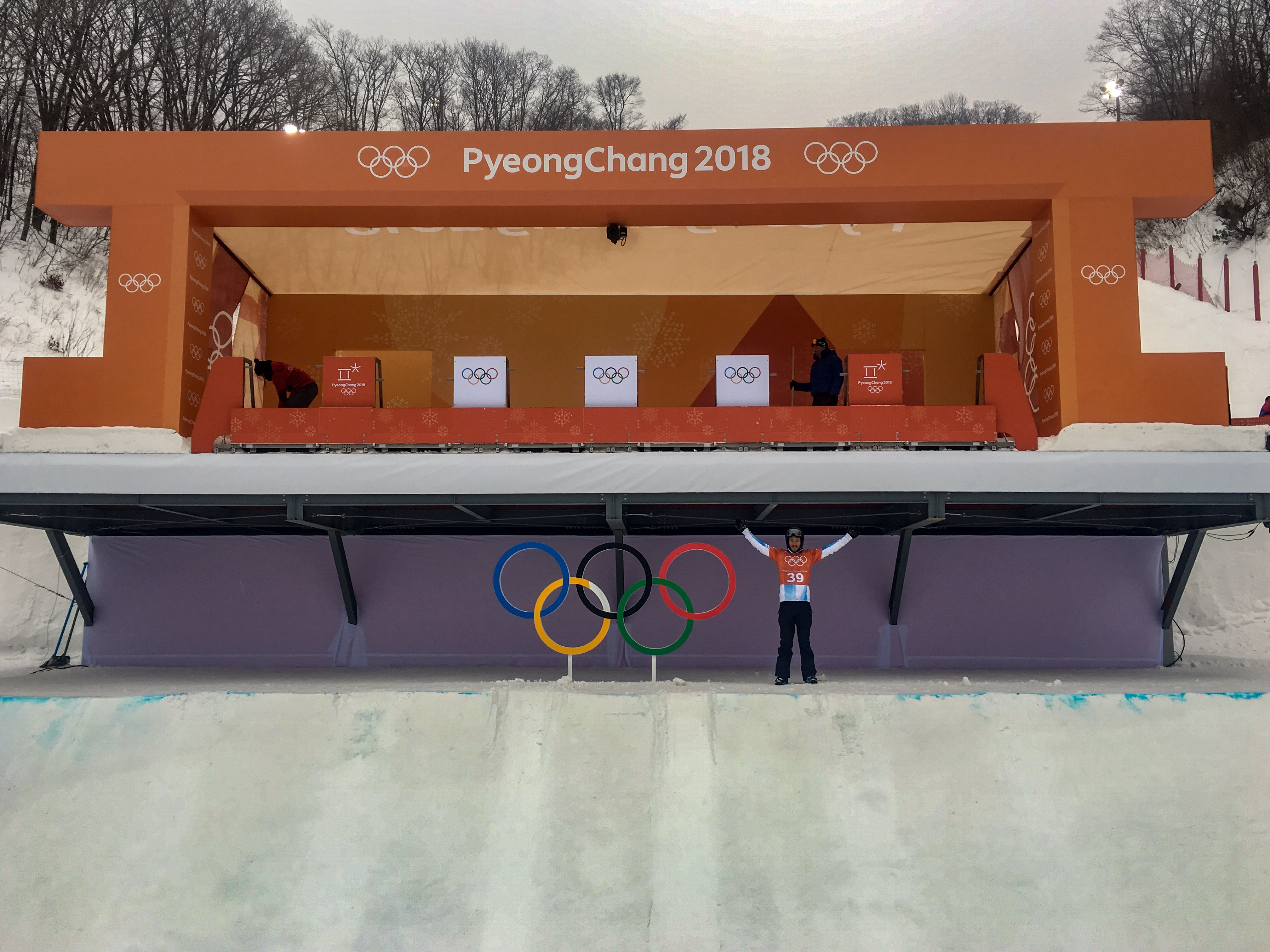
Steven Williams en el Bogwang Phoenix Park
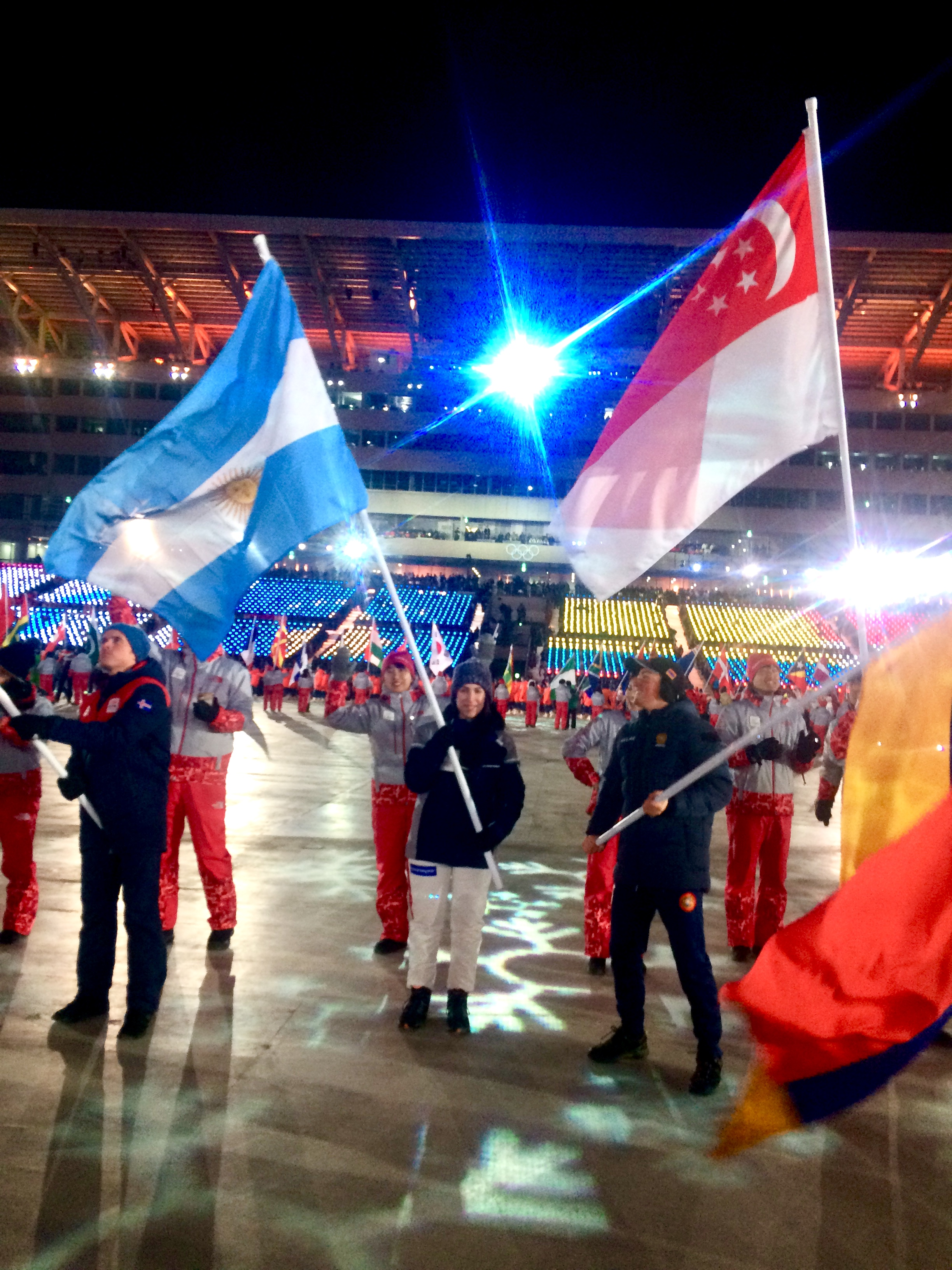
Verónica Ravenna como abanderada durante la ceremonia de clausura
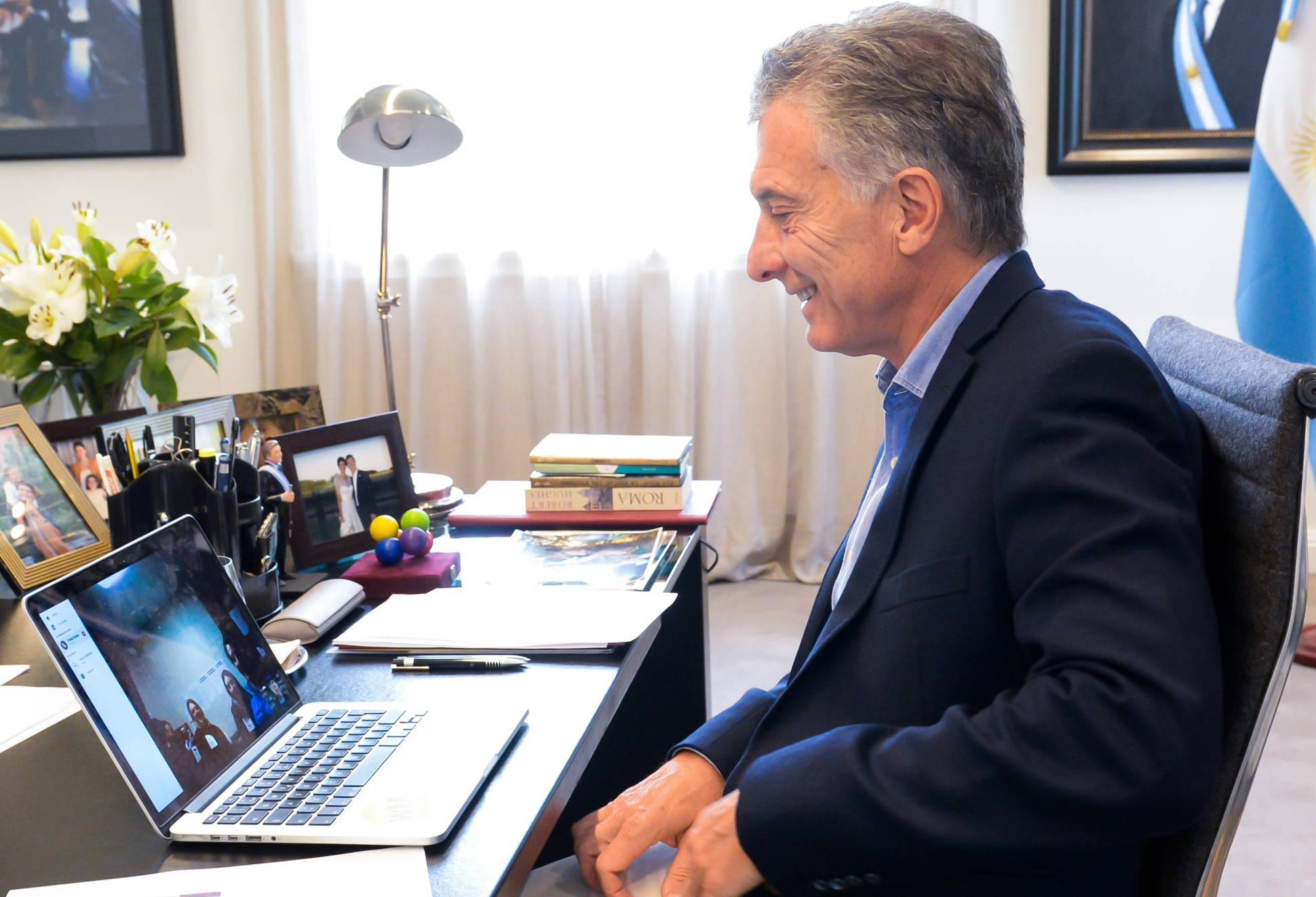
Mauricio Macri saludando a los atletas vía Skype